# Glitch (Media)
Als Glitch [glɪtʃ] wird in der Fernseh- und Videotechnik eine kurzzeitige Falschausgabe von Bild- oder Toninhalten bezeichnet, ähnlich den Glitches in der Elektronik.
Diese Fehler treten häufig beim Spulen innerhalb eines Filmes bzw. beim Wiedereinsetzen des Filmes nach einem Spulvorgang auf, wenn die benötigten Daten nicht schnell genug zwischengespeichert und wiedergegeben werden können.
Ebenfalls entstehen Glitche(s) beim Interpolieren von einzelnen Datenbestandteilen des Signals, die bei einem Kopier- oder Übertragungsvorgang verfälscht oder ausgelassen wurden.
Im Bild wirkt sich das durch vermehrte Artefaktbildung oder gar andersfarbige Klötzchenbildung aus. Beim Ton kann es zu störenden Verzerrungen der Frequenz oder zu Nebengeräuschen kommen.